# Bomlási mód
A bomlási mód a fizikában és kémiában egy részecske (vagy atommag, atom) egy-egy útját jelöli, ahogy az közbülső állapotokon keresztül a végállapotba, azaz több részecskére stb. bomlik. Az adott tárgyalásmódtól függ, hogy meddig megyünk el a sorban, azaz mit tekintünk közbülső állapotnak is mit végállapotnak (ez utóbbi mindig az utolsó a sorban). A több közbülső állapotot tartalmazó bomlási módot bomlási sornak is nevezhetjük.

## Részecskefizika
Tekintsünk egy példát, az η-mezon bomlási módjait az egyszerűség kedvéért. A négy leggyakoribb a sok közül, a sor elején az elágazási arányt jelző százalékértékkel:
- 39,3% : {\displaystyle \eta \rightarrow 2\gamma }
- 32,2% : {\displaystyle \eta \rightarrow 3\pi ^{0}\rightarrow 6\gamma }
- 23,0% : {\displaystyle \eta \rightarrow \pi ^{+}\pi ^{-}\pi ^{0}\rightarrow \pi ^{+}\pi ^{-}2\gamma }
- 4,8%  : {\displaystyle \eta \rightarrow \pi ^{+}\pi ^{-}\gamma }

Itt a bomlási módokat olyan mértékig fejtettük ki, azaz a bomlási sorban olyan messzire mentünk el, ahogy azok a jelenlegi részecskefizikai kísérletek számára hasznos. Ezek részecskedetektorai ugyanis az egyes részecskék élettartama miatt a fotonokat és a töltött pionokat tudják közvetlenül érzékelni, a semleges pionok túl gyorsan bomlanak el elektromágneses kölcsönhatással fotonokra. A töltött pionok is bomlanak, de csak gyenge kölcsönhatással úgy, hogy az élettartamuk szorozva a fénysebességgel (azaz a ctau-értékük) 7,8045 m, azaz a relativisztikus idődilatáció miatt a várható szabad úthosszuk ennél is hosszabb, azaz nem bomlanak el egy tipikusan 10 m nagyságrendjébe eső részecskedetektorban.

## Magfizika
A radioaktív bomlás (az atommagok bomlása) bomlási módjai:
- alfa-bomlás (Hélium-4 atommag emissziója)
- β‒-bomlás (egy elektron és egy antineutrínó emissziója)
- β+-bomlás (egy pozitron és egy neutrínó emissziója)
  - kettős béta-bomlás
- elektronbefogás
- protonemisszió
- neutronemisszió
- klaszterbomlás (Hélium-4-nél nehezebb mag emissziója)
- spontán bomlás

Egy atommagot tipikusan egy bomlási mód jellemez, ha több van, akkor elágazási arány jellemzi a relatív súlyukat.
Egy bomlás néha gerjesztett állapotban hagyja vissza a magot. Ha ez hosszú életű, akkor izomerről beszélünk. Ezek az izomerek általában az alapállapotba bomlanak, de a radioaktív bomlásoktól eltérően ez az izomerátalakulás nem jár a mag átalakulásával egy másikba. Ezek a bomlások:
- gamma-emisszió (nagyenergiájú foton kibocsátása)
- Belső konverzió (az atomot ionizálva)